# Sonderabfalldeponie Münchehagen

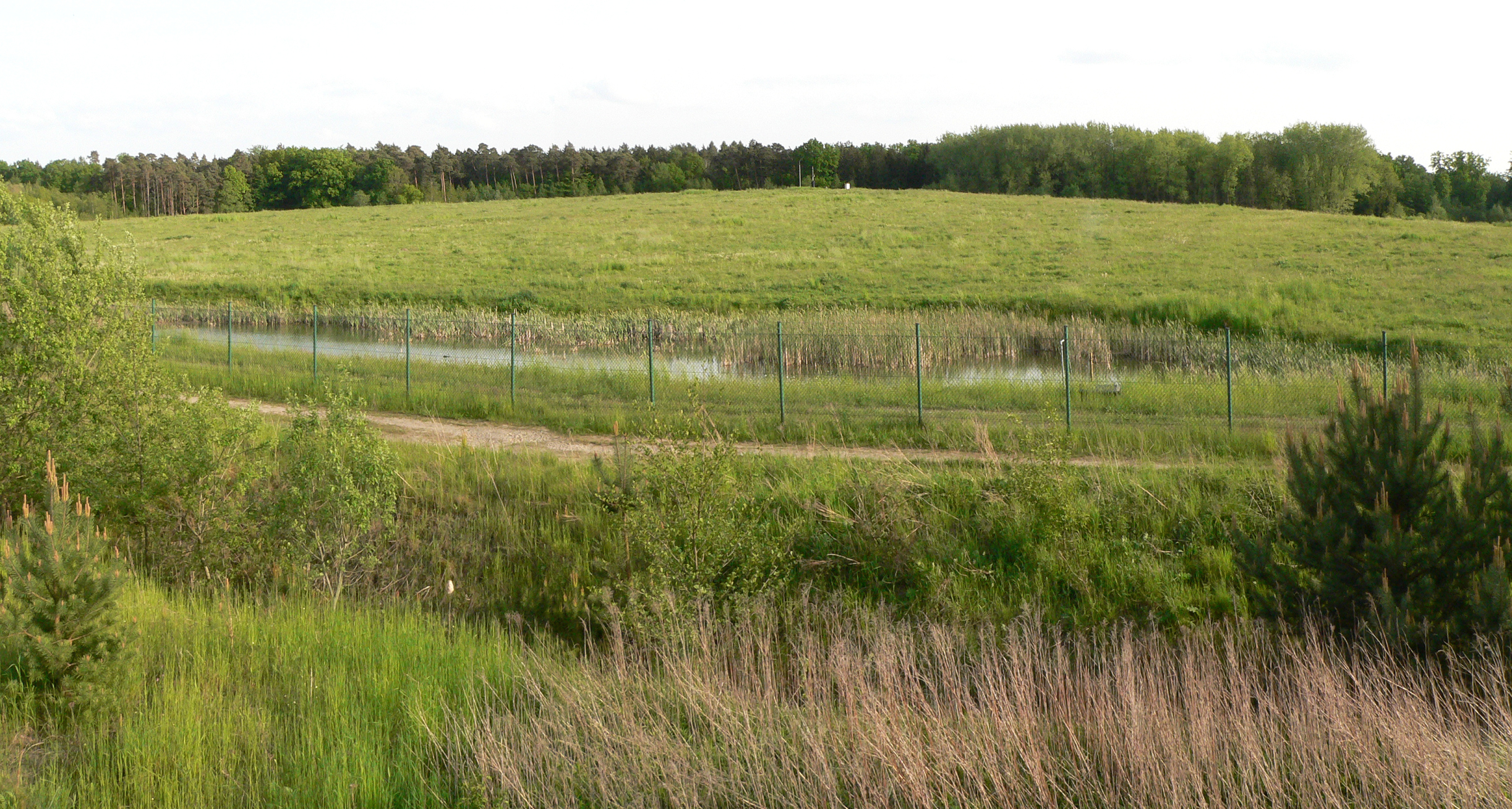
Deponiekörper der Sonderabfalldeponie Münchehagen

Die Sonderabfalldeponie Münchehagen ist eine frühere Deponie für gefährliche Abfälle in Niedersachsen, die sich südlich des Rehburger Ortsteils Münchehagen befindet.

## Lage
Das Deponiegelände liegt im westlichen Niedersachsen auf dem Gebiet der Stadt Rehburg-Loccum im Landkreis Nienburg. Es befindet sich zwischen den Orten Münchehagen, Loccum und Wiedensahl im Randbereich des Schaumburger Waldes. Die Ortskerne der Ortschaften sind etwa 3–5 km von der Deponie entfernt. Etwa einen Kilometer westlich der Deponie befindet sich die Landesgrenze zum Bundesland Nordrhein-Westfalen. In dem Gebiet liegen mehrere hundert Meter mächtige Ton- und Schluffsteinschichten mit darüber liegendem Geschiebelehm. Aus dem Boden wurde in den 1950er und 1960er Jahren Ton zur Ziegelherstellung entnommen. Zurück blieben offene Tongruben, die Ende der 1960er Jahre für die Ablagerung von Abfällen genutzt wurden.

## Betrieb

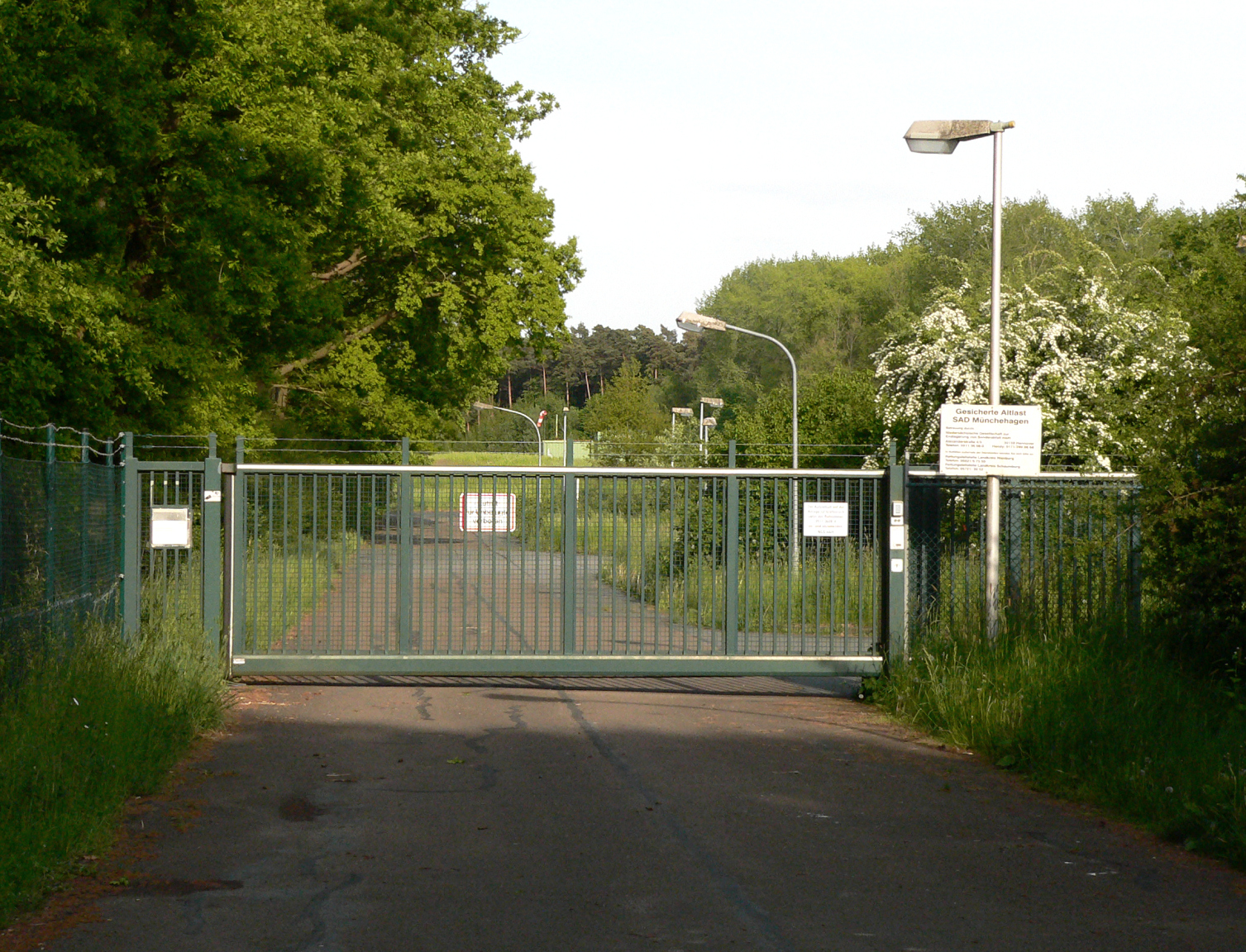
Einfahrt zum Deponiegelände

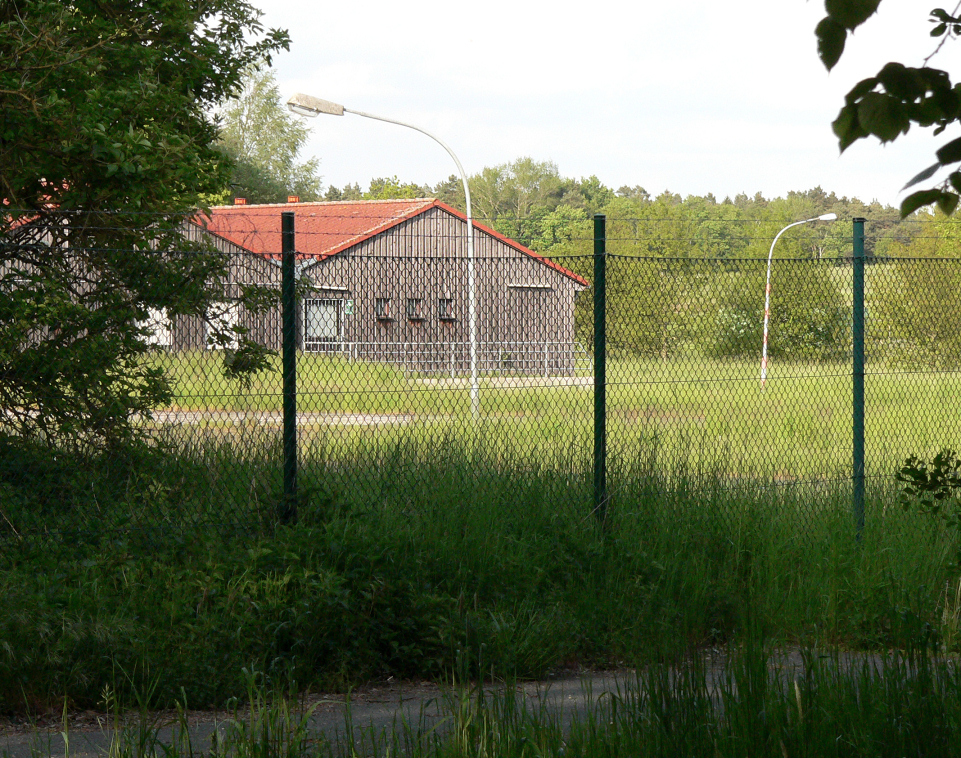
Betriebsgebäude auf dem Gelände

In der 2,5 Hektar großen sogenannten Altdeponie wurden in den Jahren 1968–1973 in 25 offenen, bis zu sechs Meter tiefen Gruben etwa 56.000 m³ zum Teil flüssige Industrieabfälle aus der Herstellung von Pflanzenschutzmitteln, Farben und Lacken eingelagert. Unmittelbar angrenzend in östlicher Richtung wurde von der Gesellschaft für Sonderabfallbeseitigung Münchehagen eine ca. 5,5 Hektar große Sondermülldeponie eingerichtet. Von 1977 bis 1983 wurden darin in vier 25 Meter tiefen Gruben ca. 350.000 m³ überwiegend feste Abfälle eingelagert, darunter mehrere tausend Tonnen giftiger Stoffe. Dazu zählen hochgiftige dioxinhaltige Flugasche aus Müllverbrennungsanlagen und Rückstände des Unkrautvernichtungsmittels T-Säure mit dem Stoff TCDD, der umgangssprachlich als Seveso-Dioxin bekannt ist.
Als im benachbarten Wald Rinde von den Bäumen fiel, kam es 1980 zur Gründung einer Bürgerinitiative und zu Protesten. Bundesweit in die Schlagzeilen geriet die Deponie im Jahr 1983, als darin 41 aus Seveso verschwundene Dioxin-Fässer vermutet wurden. Daraufhin blockierten Angehörige der Bürgerinitiative die Deponiezufahrt. 1985 wurde auf dem Münchehagener Deponiegelände in einer Wasserprobe die bis dahin weltweit höchste Konzentration an Dioxin festgestellt. 1985 setzte der Niedersächsische Landtag einen parlamentarischen Untersuchungsausschuss ein, der sich mit der staatlichen Kontrolle der privaten Sondermüllbeseitigung, darunter die Deponien in Münchehagen und in Hoheneggelsen, befasste. Die Kontrolle der Sonderabfalldeponie Münchehagen fiel in das Ressort des Niedersächsischen Landwirtschaftsministeriums unter Gerhard Glup.
Nachdem weitere Deponiepolder behördlich nicht genehmigt wurden und 1983 die Deponie auf Betreiben der Stadt Rehburg-Loccum nach einer Klage vor dem Oberverwaltungsgericht geschlossen wurde, ging das Betreiberunternehmen 1985 in Konkurs. Nach einer Strafanzeige der niedersächsischen Landtagsfraktion der Partei Die Grünen wegen Umweltverstößen beauftragte die Staatsanwaltschaft Verden das Landeskriminalamt Niedersachsen (LKA) mit der Aufklärung der Abfalleinlagerung. Dazu setzte das LKA im November 1985 eine elfköpfige Sonderkommission (Soko 318 U) ein. Ihre Ermittlungen richteten sich gegen ehemalige Betreiber der Anlage sowie Angehörige von Genehmigungs- und Aufsichtsbehörden. Laut dem Abschlussbericht der Sonderkommission vom November 1986 wurde die Deponie unter katastrophalen Bedingungen betrieben und es habe gravierende Fehler seitens der Behörden gegeben.

## Sanierung
Das Land Niedersachsen übernahm nach dem Unternehmenskonkurs von 1985 die zur Altlast gewordene Deponie und überwacht seither die Anlage. Zwischen 1987 und 2004 fand bei der Evangelischen Akademie Loccum ein Mediationsverfahren statt, in dem Vertreter der Betroffenen, von Behörden und aus der Politik über den weiteren Umgang mit der Altlast verhandelten. Die Niedersächsische Landesregierung griff einige Arbeitsergebnisse der Mediation auf und beschloss 1997, die Deponie zu sanieren. Dazu gehörte eine Abdichtung nach oben und eine seitliche Verkapselung durch eine 1,26 km lange und 30 Meter tiefe Dichtwand, wofür rund 30 Millionen Euro aufgewendet wurden. Die Arbeiten wurden im Jahr 2001 abgeschlossen. Seither wird im Rahmen eines Monitoringprogramms überwacht, ob giftige Stoffe austreten, was jährlich rund 400.000 Euro an Kosten verursacht. Die Stilllegung der Deponie seit 1983 verursachte Kosten von etwa 130 Millionen Euro.
Im Mai 2014, über 30 Jahre nach Schließung der Deponie, fand auf der Deponie der zweite Tag der offenen Tür statt – ein erster Tag der offenen Tür wurde mit Abschluss der baulichen Sicherungsmaßnahmen (Dichtwandbau, Oberflächenabdichtung und Errichtung von Brunnen zur Grundwasserüberwachung) am 29. September 2001 durchgeführt, bei dem die Bevölkerung Zutritt zum Gelände erhielt und sich über die Sicherung der Altlast informieren konnte.